# Senn

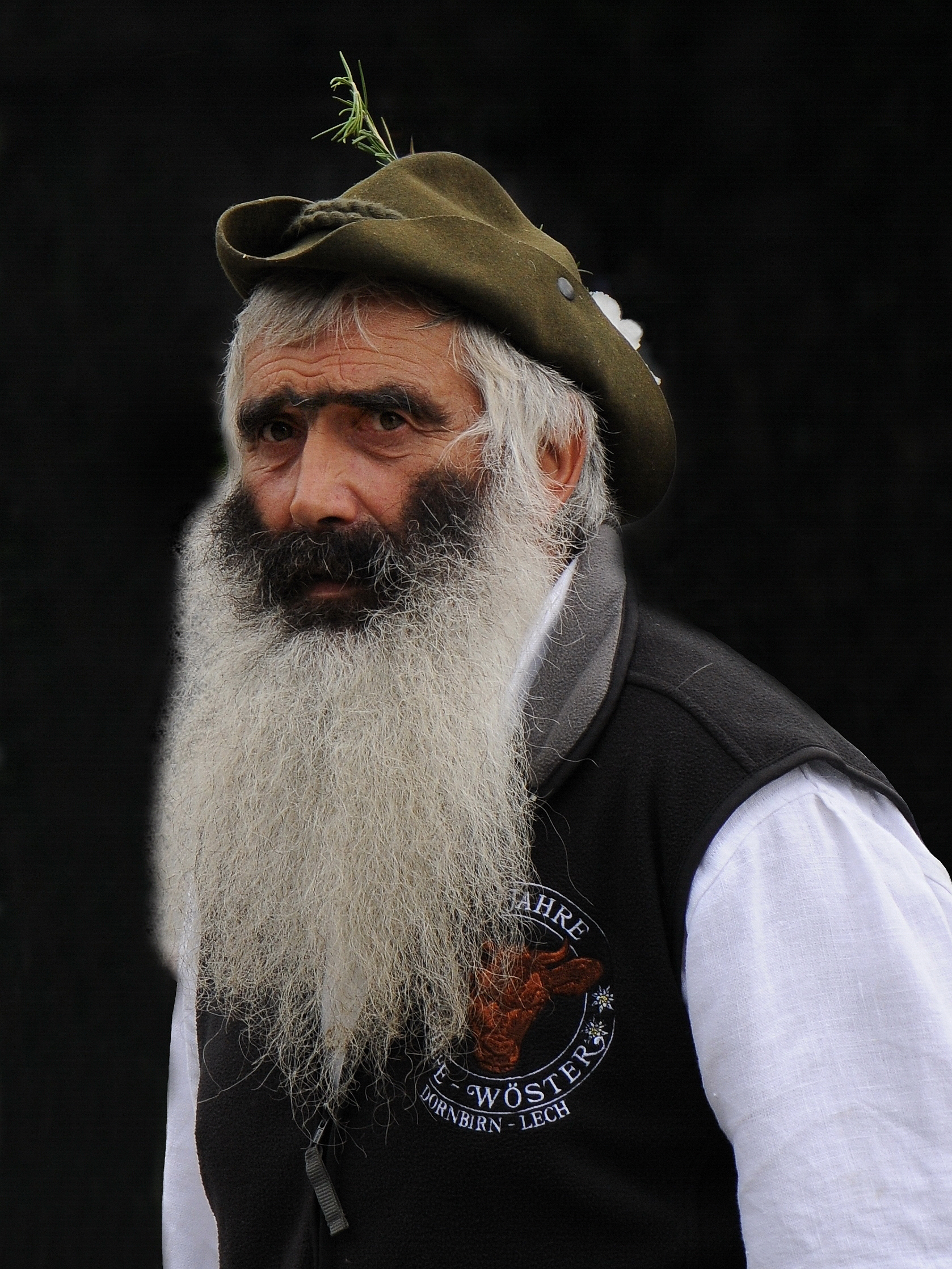
Alpmeister der Alpe Wöster in Lech (Vorarlberg)

Ein Senn (oder Senner; weibliche Form: Sennerin), auch Halter (bairisch), in Kärnten auch Brentler genannt, ist ein Hirte, der auf einer Alm (Alpweide, vereinzelt auch Senne genannt) das Vieh von anderen Bauern (meistens nur während des Sommers) hütet und deren Milch zu Käse und oft auch zu Butter verarbeitet. Das Wort Senn stammt vom mittelhochdeutschen Wort sennaere = Melker ab.

## Arbeitsfeld
Senner und Sennerinnen, die auch hüten, sind auf kleineren Almen zu finden. Im engeren Sinne verarbeitet der Senn oder die Sennerin nur Milch zu Käse und Butter, denn auf größeren Alpen findet eine Arbeitsteilung statt: Die Milch wird dort vom Senn, dem Käser, und seinen Zusennen verarbeitet, während das Hüten von anderen getan wird. Früher hüteten die Kinder das Vieh.
Ist nur Jungvieh bzw. Galtvieh (also tragende Kühe) auf der Alm, wie es heute vor allem in den deutschen und österreichischen Alpen üblich ist, spricht man von einem Hirt oder Hirten, spezifischer vom Halter oder auch Ochsner. Auch die weibliche Form Halterin ist durchaus geläufig, im oberbayerischen Sprachraum spricht man auch vom Almerer.
Die entsprechende Sennhütte oder Sennerei wird im Hochgebirge auch Almhütte oder auch nur kurz die Alm genannt. Der Almbetrieb im Hochgebirge (Alpen) ist nur während der Sommermonate möglich, meistens nur in den Monaten Juli bis September. Die tiefer gelegenen Sennereien und Bergweiden nennt man in der Schweiz Maiensäss, da sie oft bereits ab dem Mai benutzt werden können, bevor das Vieh im Alpaufzug in die höheren Regionen getrieben werden kann.
Senn und Sennerin sind oft Angestellte der Genossenschaft, die die Bergweiden besitzt, verwaltet und nutzt. Ihr Lohn ist zum Teil ertragsabhängig und wird auch in Naturalien abgegolten: Einen Teil des auf der Alm hergestellten Bergkäses dürfen sie behalten, selbst verbrauchen oder verkaufen.

## Geschlechterverhältnisse und Beschäftigung

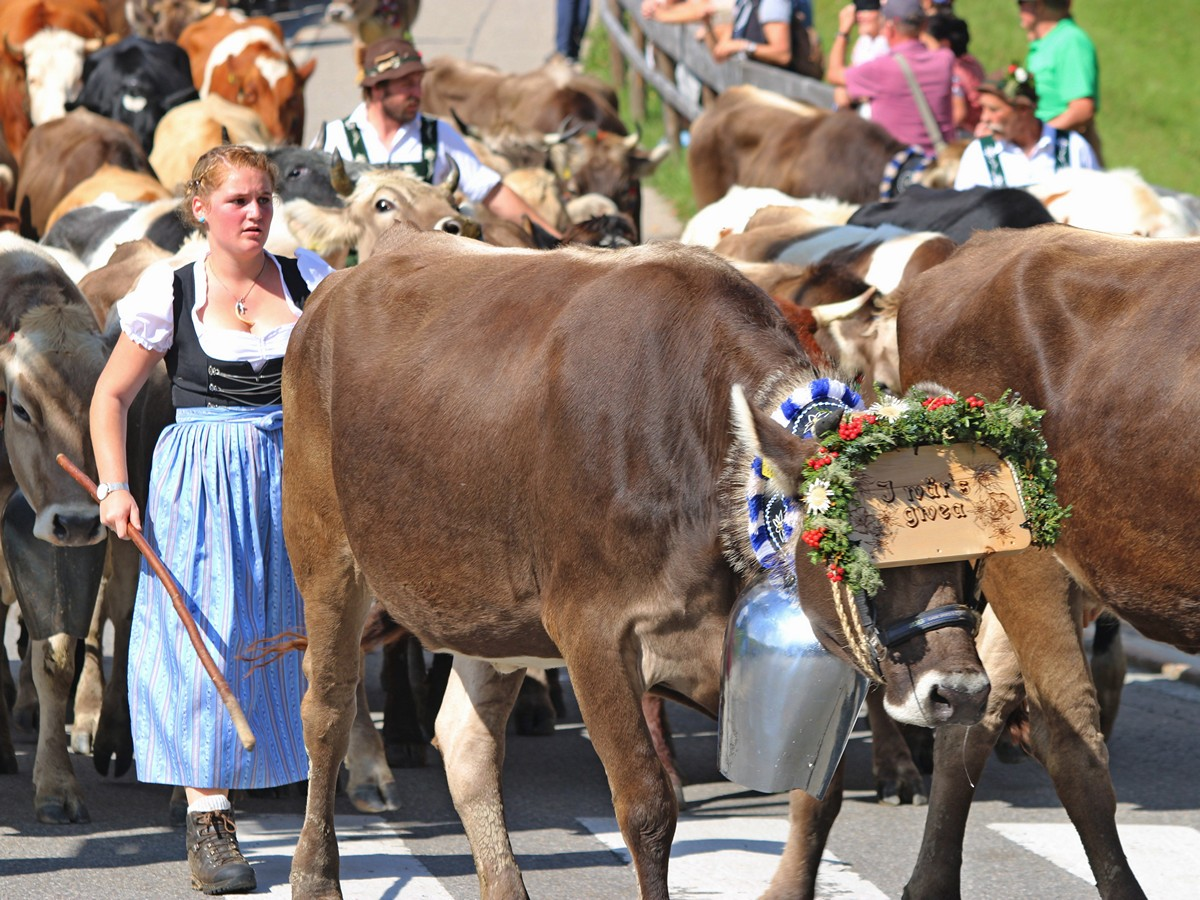
Sennerin bei der Viehscheid im Kleinwalsertal, Österreich

Ob eher Frauen oder Männer auf den Almen als Senner oder Sennerin eingesetzt wurden, variierte stark nach Region und Zeit. Nach der Österreichischen Almerhebung von 1950 wurden auf den Almen doppelt so viele Männer wie Frauen beschäftigt, insgesamt 18.411. In den Hohen Tauern, in Osttirol, Pongau und Lungau war aber die Sennerei teilweise überwiegend Frauenarbeit.

Sennerin auf der Alpe Motterascio, Schweiz (1991), Foto Herbert Maeder

Im Erzstift Salzburg hatte die Katholische Kirche die Beschäftigung von Frauen auf den Almen 1734 und 1756 strengstens untersagt. Da sich dies nicht durchsetzen ließ, wurde 1767 verfügt, dass junge und unverheiratete Frauen nicht mehr auf die Almen gelassen werden. Die Bauern mussten vor dem Zuge die Mädchen und Frauen, die auf die Alm wollten, der Geistlichkeit vorstellen und ihre Erlaubnis einholen, die als Sennerinnen-Wapplung bezeichnet wurde.
In der Schweiz war die Sennerei ein traditioneller Männerberuf. Lange Zeit galt hier der Aufenthalt von Frauen auf der Alp als unglückbringend. Aus den langen frauenlosen Sommerzeiten der früheren Generationen auf der Alm entstanden viele Sagen, Geschichten, Ängste und Vorurteile, unter anderem von dem Sennentuntschi, einer Frauenpuppe aus Stroh, die zwecks Erheiterung der reinen Männergesellschaft von einer Sennengruppe gebastelt wurde und ihnen, nachdem sie zum Leben erwacht war, statt der erwünschten Liebes- und Leibesfreuden nur Leid und Verheerendes beschert.
Nach dem Zweiten Weltkrieg ist die Beschäftigung von Sennern oder Sennerinnen stark zurückgegangen, so im Mallnitztal zwischen 1950 und 1990 um zwei Drittel. Viele Almen wurden aufgegeben.

## Geschichte
Seit dem Neolithikum gehörte die Milchverarbeitung zum weiblichen Arbeitsbereich und auch auf den Almen wurde die Milch noch im Mittelalter ausschließlich von Frauen verarbeitet. Das änderte sich in der frühen Neuzeit im so genannten Schweizer Hirtenland, einer Landschaft am Alpennordrand, die vom Greyerzbezirk über das Berner Oberland bis zur Innerschweiz um den Vierwaldstättersee reichte. Dieses damals dünn und spät besiedelte Gebiet zeichnete sich durch hohe Niederschläge und große Almflächen aus. Es bot ideale Bedingungen für die Viehwirtschaft. Zugleich nahm die Nachfrage nach haltbarem Hartkäse zu; denn er war der Hauptproviant für die Seeleute. Dieser haltbare Käse lässt sich nur in der Labkäserei herstellen, nicht in der Sauerkäserei. Während Sauerkäse auch bei kühler Aufbewahrung nur gut ein halbes Jahr haltbar ist, ist die Haltbarkeit von Labkäse deutlich länger. Für die Sauerkäserei sind keine besonderen Kenntnisse erforderlich, die Labkäserei für den Eigenbedarf musste bereits erlernt werden. Aber die Labkäserei für den Export wurde zu einer ausgesprochenen Spezialistentätigkeit und der Senn zu einem hoch bezahlten und vielgesuchten Fachmann.
Außerdem war die Labkäserei nur bei einer Mindestherdengröße von vier Kühen rentabel zu betreiben. Im Mittelalter besaßen aber die meisten Bauern in den Alpen nur eine oder allerhöchstens zwei Kühe. Diese Mindestgröße wurde erst erreicht, als sich die Betriebe auf die Milchviehhaltung spezialisierten und den Ackerbau weitgehend aufgaben.

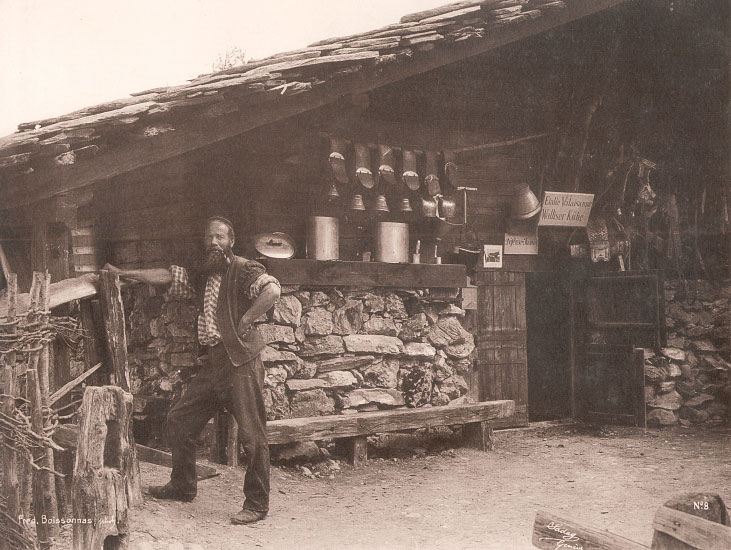
Senn Ende 19. Jahrhundert vor einer Alphütte im Wallis, Schweiz. Foto Frédéric Boissonnas

Damit wurde die Sennerei im Schweizer Hirtenland ausschließlich eine Männerdomäne. Wie unerhört das damals war, zeigen Beschimpfungen wie „Milchbengel“, „Kuesbueben“ und „Kueswenze“. Außerdem galten die Senner als effeminiert. Aber es zeigte sich auch an diesem Beispiel, dass in den mitteleuropäischen Bauerngesellschaften ökonomisch besonders wichtige Arbeiten in Männerhände gelangten.
In anderen Alpenregionen dominierte noch Jahrhunderte die kleinbäuerliche Landwirtschaft als Subsistenzwirtschaft. In den Ostalpen blieb die Sennerei vorerst noch eine Frauendomäne. Erst mit dem heftigen Widerstand der Katholischen Kirche gegen die Beschäftigung von Sennerinnen im 18. Jahrhundert nahm der Anteil der Männer auf der Alm zu. Außerdem spezialisierten sich im Gefolge der Industrialisierung im 19. Jahrhundert auch viele Betriebe im Ostalpenraum auf die Milchwirtschaft, so dass sich nun ähnliche Prozesse wie im Schweizer Hirtenland abspielten und die Frauen zunehmend von den Almen verdrängt wurden, allerdings nie so weitgehend wie in der Schweiz.
Eine Sonderform im westlichen Voralpenraum der Schweiz waren vom 16. bis zum 19. Jahrhundert die nomadisierenden Küher, die Pächter von Kuhherden waren und auf eigene Rechnung arbeiteten.

## Wahrnehmung im 19. Jahrhundert

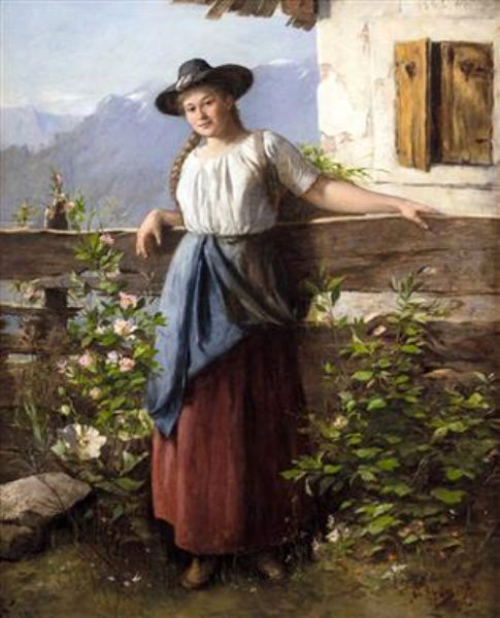
„Die hübsche Sennerin“ (Robert Scheffer, 1893)

Im 19. Jahrhundert stand die Sennerin in der Literatur und Malerei der Romantik für Ursprünglichkeit, Freiheit und freie Liebe. Dies ist auch nicht ganz falsch, da die Sennerinnen und Senner auf den einsamen Almen der von der Kirche ausgeübten strikten sozialen Kontrolle entgehen konnten.
Dieses Klischee bedienen u. a. die Erzählung Die Sennerin und ihre Freunde von Peter Rosegger (1884), die Heimatfilme Die Sennerin von St. Kathrein (1955) und Die fröhliche Wallfahrt (1956) sowie das Lied Die Sennerin vom Königsee von Kiz (1982).

## Sonstiges
Der unerlässliche Hirtenhund oder Hütehund des Senns ist unter anderem als Berner Sennenhund oder als Appenzeller Sennenhund zur eigenständigen Hunderasse erklärt worden.
Senn ist auch ein verbreiteter Familienname.

## Film
- Sennen-Ballade, ein Film von Erich Langjahr.